# Passy

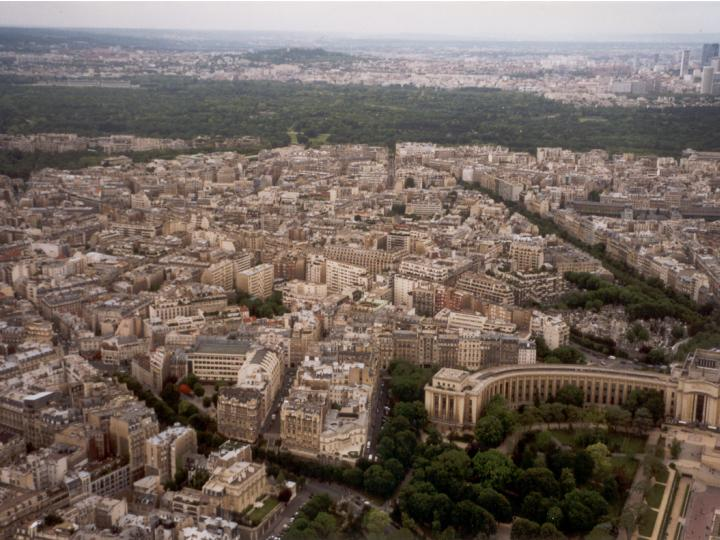
Khu phố Passy nhìn từ tháp Eiffel

Passy là một khu phố ở Paris, vốn là một xã của tỉnh Seine trước đây, được nhập vào Paris năm 1860 khi thành phố được mở rộng. Trong quá khứ, Passy là nơi cư ngụ của không ít nhân vật nổi tiếng, trong đó có Benjamin Franklin và Honoré de Balzac. Passy ngày nay thuộc Quận 16, Paris, không xa tháp Eiffel và trở thành một khu phố sang trọng.